# Camptown (Virginia)
Camptown è un census-designated place (CDP) degli Stati Uniti d'America, situato nello stato della Virginia, nella contea di Isle of Wight. Secondo il censimento del 2020 gli abitanti di Camptown ammontavano a 718.